# ISO/IEC 7812

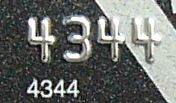

ISO/IEC 7812 식별 카드 - 발행자 인증은 국제 표준화 기구(ISO)가 1989년에 처음 출판한 국제 표준으로, 발행자 인증 번호 (IIN)이 국가 간, 산업 간, 산업 내 교환에서 운영될 수 있도록 만든, 카드 발행자 인증을 위한 숫자 매김 시스템이다. 또, IIN 등록을 위한 절차를 밟는다. ISO/IEC 7812는 두 개의 부분으로 나뉜다:
- 파트 1: 숫자 할당 체계 (Numbering system)
- 파트 2: 응용 및 등록 절차 (Application and registration procedures)

## 숫자 할당 체계

### 주요 산업 식별자
| MII 숫자값 | 발행자 분류                        |
| ---------- | ---------------------------------- |
| 0          | ISO/TC 68 및 기타 산업             |
| 1          | 항공                               |
| 2          | 항공 및 기타 잠재적 산업           |
| 3          | 여행 및 엔터테인먼트, 은행업/금융  |
| 4          | 은행업 및 금융                     |
| 5          | 은행업 및 금융                     |
| 6          | 상업 및 은행업/금융                |
| 7          | 석유 및 기타 잠재적 산업           |
| 8          | 건강, 전기통신 및 기타 잠재적 산업 |
| 9          | 해당 국가 전용 카드                |